# Emilia Eberle
Gertrude Emilia Eberle (Arad, 4 de março de 1964) é uma ex-ginasta romena que competiu em provas de ginástica artística.
Emilia fez parte da equipe romena que conquistou a medalha de prata nos Jogos de Moscou, em 1980, União Soviética. Durante sua carreira conquistou doze medalhas em nível europeu, mundial e olímpico. Mesmo sendo medalhista em finais de individual geral, possuía bons resultados nas barras assimétricas, aparelho no qual detinha séries inovadoras e com diversos elementos de dificuldade.
A ginasta é considerada a atleta mais bem sucedida a treinar com Béla e Marta Károlyi, após as vitórias de Nadia Comaneci, em 1976.

## Carreira
Sua primeira competição foi o Balkan Championships em 1977, na qual a ginasta conquistou o quarto lugar no concurso geral. Na competição seguinte, o Moscow News, foi sétima na disputa geral, bronze na trave e quinta no solo. No Riga International, ainda em 1977, terminou em décimo no individual geral. Participando do Campeonato Nacional Romeno, encerrou como terceira colocada na trave de equilíbrio. Como última competição, deu-se o desafio Romênia vs Estados Unidos, no qual conquistou o ouro por equipes e a prata no geral individual.
No ano seguinte, Emilia deu continuidade aos bons resultados, participando do Campeonato Europeu Júnior, no qual conquistou um total de cinco medalhas: No evento geral, salto e barras assimétricas, foi a medalhista de ouro. Nos dois eventos finais - trave e solo -, conquistou o quarto lugar e a prata, respectivamente. No Junior Friendship Tournament, terminou com a quarta colocação geral. No Campeonato Nacional Romeno, conquistou o ouro no individual geral. Em sua primeira competição internacional de grande porte, deu-se o Mundial de Estrasburgo, na França. Neste evento, saiu com a prata por equipes e três bronzes individuais - assimétricas, trave e solo.
Em 1979, participou de mais uma edição do Balkan Championships, consquistando a prata no geral e o ouro na trave. No Europeu de Copenhague, conquistou a medalha de prata no concurso geral, na paralelas assimétricas e na trave. No desafio Alemanha Oriental vs Romênia, novamente saiu com a medalha de ouro,- equipe e geral-.
Como próximo compromisso do ano, conquistou a medalha de prata no geral, no Campeonato Internacional Romeno. Como último grande compromisso, deu-se o Mundial de Ft.Worth, do qual a ginasta saiu como medalhista de ouro por equipes e solo, e de bronze nas barras assimétricas. O último evento, no entanto, foi a final da Copa do Mundo. Nele, Eberle conquistou dois ouros: nas barras assimétricas e trave.
Em 1980, participou de algumas competições nacionais e internacionais, mas só destacou-se nos Jogos Olímpicos de Moscou, nos quais conquistou as medalhas de prata por equipes e nas barras assimétricas. No ano seguinte, a atleta continuou competindo: Participando do Ennia Gold Cup, atingiu bons resultados: Foram três ouros - individual geral, barras e trave - e um bronze - no solo. No Campeonato Europeu de Madri - o último da carreira -, terminou sem subir ao pódio, atingindo apenas a décima oitava posição no geral individual. Dois anos mais tarde, participou da Universíada, no qual conquistou a prata no concurso geral.
Ao final da Universíada de Edmonton,no Canadá,em 1983, Emilia anunciou oficialmente sua aposentadoria do desporto, optando por não participar das Olimpíadas de Los Angeles. Tal como os Károlyi e Nadia Comaneci, fugiu para os Estados Unidos. Lá, casou-se com o coreógrafo Géza Poszar e, em 1999, o casal teve um filho, Roland.
Em novembro de 2008, em uma entrevista, dita polêmica, Eberle contou que apanhava constantemente de seus técnicos Béla e Marta Karolyi, dizendo ainda: "Em poucas palavras, posso dizer que foi brutal"

## Principais Resultados
| Ano  | Evento                                    | AA                | Equipe           | Salto sobre o cavalo | Trave             | Barras assimétricas | Solo              |
| ---- | ----------------------------------------- | ----------------- | ---------------- | -------------------- | ----------------- | ------------------- | ----------------- |
| 1977 | Moscow News                               | 7º                |                  |                      | Medalha de bronze |                     | 5º                |
| 1977 | Campeonato Nacional Romeno                | Medalha de bronze |                  |                      |                   |                     |                   |
| 1977 | Romênia vs Estados Unidos                 | Medalha de prata  | Medalha de ouro  |                      |                   |                     |                   |
| 1978 | Campeonato Europeu Júnior                 | Medalha de ouro   |                  | Medalha de ouro      | 4º                | Medalha de ouro     | Medalha de prata  |
| 1978 | Campeonato Nacional Romeno                | Medalha de ouro   |                  |                      |                   |                     |                   |
| 1978 | Campeonato Mundial de Ginástica Artística | 5º                | Medalha de prata | 5º                   | Medalha de bronze | Medalha de bronze   | Medalha de bronze |
| 1979 | Campeonato Europeu                        | Medalha de prata  |                  | 7º                   | Medalha de prata  | Medalha de prata    | 4º                |
| 1979 | Campeonato Internacional Romeno           | Medalha de prata  |                  |                      |                   |                     |                   |
| 1979 | Campeonato Mundial de Ginástica Artística | 8º                | Medalha de ouro  |                      | Medalha de bronze | Medalha de ouro     |                   |
| 1980 | Campeonato Internacional Romeno           | Medalha de bronze |                  |                      | Medalha de prata  | Medalha de ouro     |                   |
| 1980 | Itália vs Romênia                         | Medalha de bronze |                  |                      |                   |                     |                   |
| 1980 | Jogos Olímpicos                           | 6º                | Medalha de prata |                      | 6º                | Medalha de prata    | 5º                |
| 1981 | Campeonato Europeu                        | 18º               |                  |                      |                   |                     |                   |
| 1981 | Campeonato Internacional Romeno           | Medalha de prata  |                  |                      |                   | Medalha de prata    | Medalha de ouro   |
| 1981 | Jogos Universítários                      |                   | Medalha de ouro  |                      |                   | Medalha de ouro     | Medalha de ouro   |
| 1981 | Campeonato Mundial de Ginástica Artística | 28º               | 4º               |                      |                   |                     |                   |
| 1983 | Jogos Universitários                      | Medalha de prata  |                  |                      |                   |                     |                   |